# Ignacio Alcázar
Ignacio Antonio de Alcázar fue un prócer, militar y político ecuatoriano que tomó parte del proceso de independencia del Perú. 
Participó desde 1820 en la formación del Ejército del Ecuador. Luego, junto con Simón Bolívar ingresó al Perú como parte de la expedición libertadora del norte.
Fue miembro del Congreso Constituyente de 1822 por el departamento de Puno. Dicho congreso constituyente fue el que elaboró la primera constitución política del país.
En 1823 fue nombrado por Simón Bolívar como prefecto del departamento de Huaylas. Luego, tras la independencia del Ecuador, regresó a su país y en los años 1860 fue diputado por la provincia de León. Participó activamente el levantamiento de 1869 junto con Carlos Ordóñez, el general Julio Sáenz, Dr. Ramón Aguirre, el coronel Manuel de Ascázubi, Gregorio del Valle, Roberto Ascázubi, Rafael Carvajal, Nicolás Martínez y Felipe Sarrade; para derrocar al presidente Juan Javier Espinosa.